# Orobanche centaurina
Orobanche centaurina — вид квіткових рослин родини вовчкових (Orobanchaceae).

## Біоморфологічна характеристика
Це голопаразит.

## Поширення
Євразія від Франції до Сіньцзяну та Гімалаїв.